# موزه و نگارخانه زمین‌شناسی دیلیجان
موزه منطقه‌ای و گالری هنر دیلیجان (ارمنی: Դիլիջանի երկրագիտական թանգարան-պատկերասրահ) یک موزه تاریخ محلی و یک نگارخانه در شهر دیلیجان، استان تاووش ارمنستان است.
این موزه در سال ۱۹۵۰ توسط یک آموزگار، یقیشه هوسپیان افتتاح شد. نمای جامعی از تاریخ دیلیجان، توسعه تاریخی مردم محلی، سبک زندگی، آثار فرهنگی و شرایط تاریخی و جغرافیایی آن ارائه می‌کند. این نگارخانه در سال ۱۹۵۸ تأسیس شد.

## تاریخچه

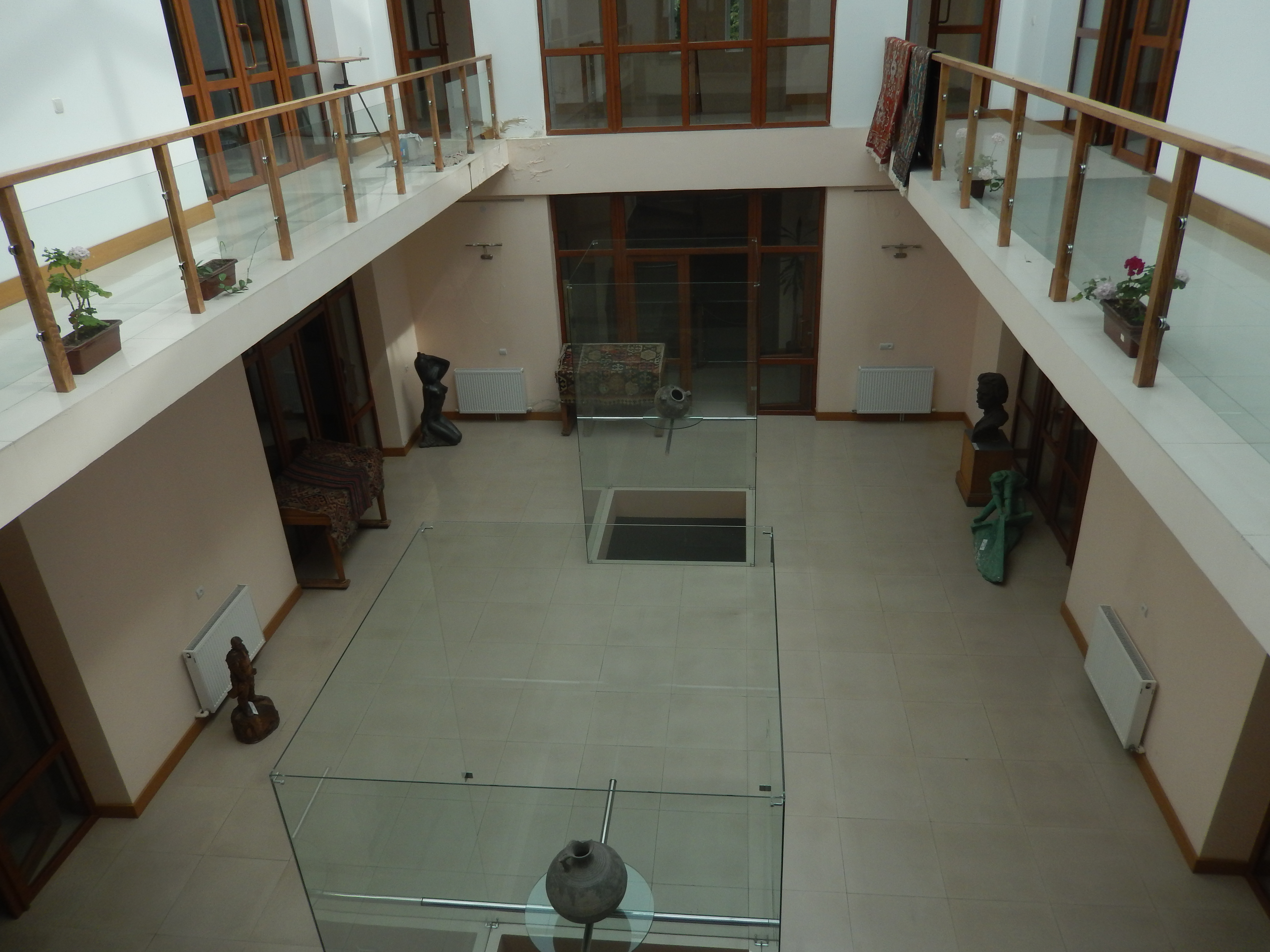
ساختمان موزه زمین‌شناسی

اگرچه این موزه توسط یقیشه هوسپیان تأسیس شد، مدیر قدیمی آن آلبرت ماتینیان و هوهانس شارامبیان (هنرمند افتخاری جمهوری ارمنستان) تمام تلاش خود را به کار گرفتند تا آن را به گنجینه‌ای از اقلام و آثار هنری باستان‌شناسی تبدیل کنند. در ابتدا، تمامی اقلام در کتابخانه شهر جمع‌آوری شد. ساختمان پیشین موزه در سال ۱۹۲۶ به عنوان هتل ساخته شد، بعداً به عنوان بیمارستان و پس از آن دوباره به عنوان هتل مورد استفاده قرار گرفت. در سال ۱۹۲۷ برای میزبانی موزه زمین‌شناسی و نگارخانه هنر دیلیجان بازسازی شد. ساختمان قدیمی موزه تخریب شد و طی پنج سال ساختمان جدید موزه ساخته شد. افتتاحیه رسمی موزه در سال ۲۰۱۰ برگزار شد. در ۱ آوریل ۲۰۱۱ به روی عموم باز شد.

## مجموعه‌ها

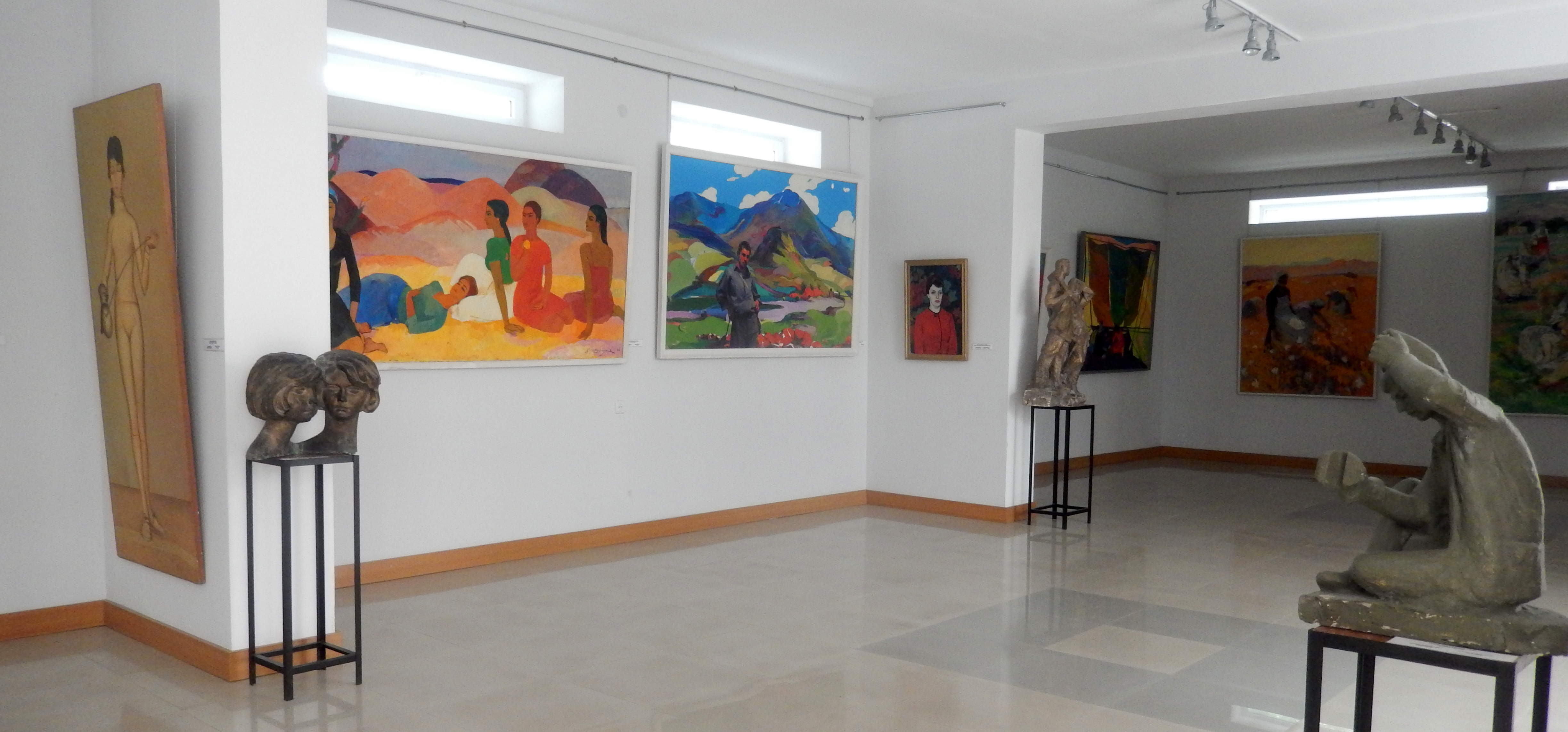
ساختمان موزه زمین‌شناسی

در این موزه آثار اصلی ایوان آیوازوفسکی، گوروگ باشینجاقیان، وارتگس سورنیانس، پانوس ترلمزیان، ادگار شاهین، لو لاگوریو و ژان باپتیست گروزیر به نمایش گذاشته شده است. همچنین آثاری از نقاشان هلندی، ایتالیایی و فرانسوی قرن‌های ۱۶، ۱۷ و ۱۸، و همچنین نقاشی‌هایی از نقاش آمریکایی راکول کنت و آثاری از ژان کارزو دارد.

## نگارخانه

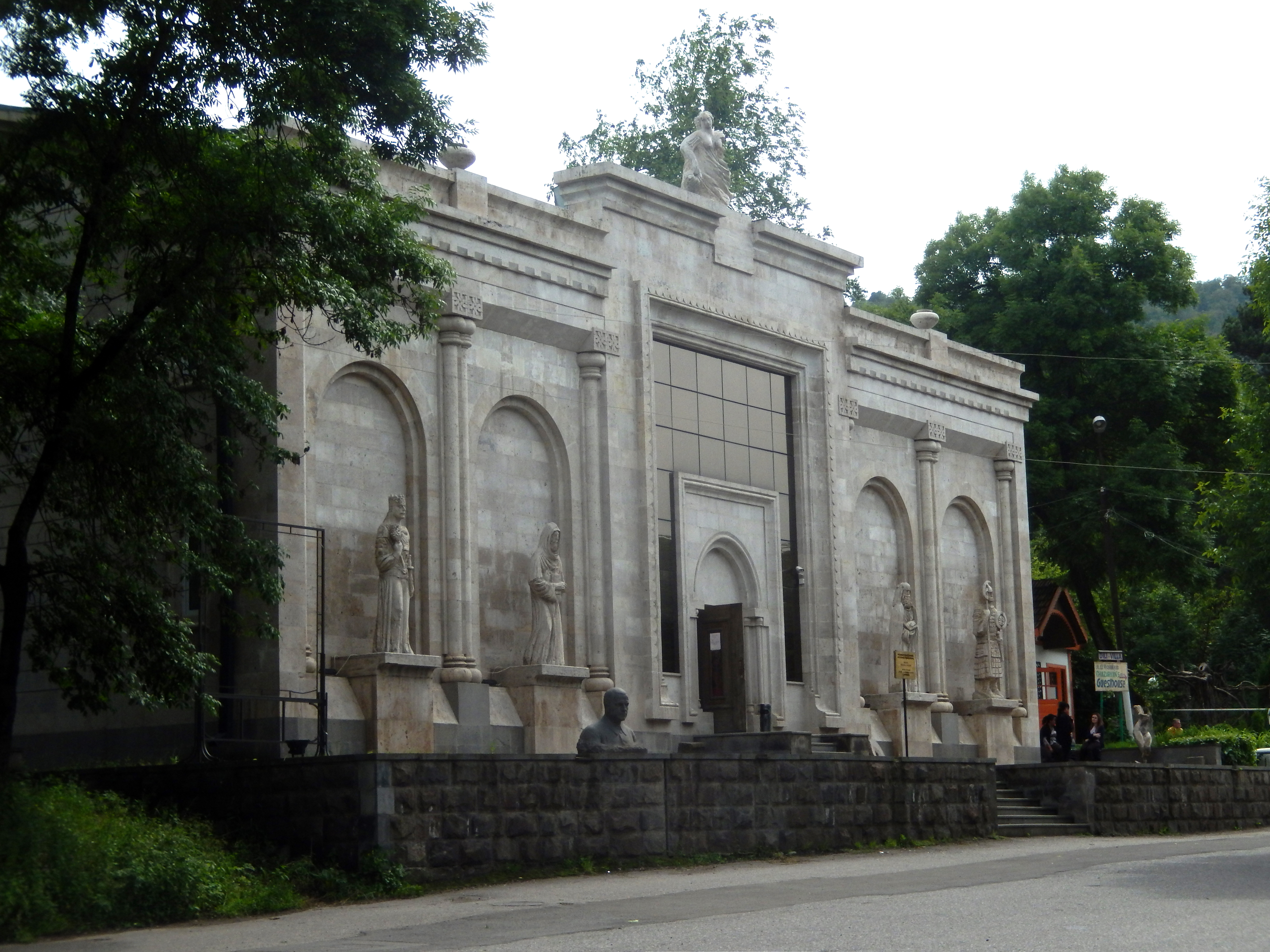
ساختمان موزه زمین‌شناسی
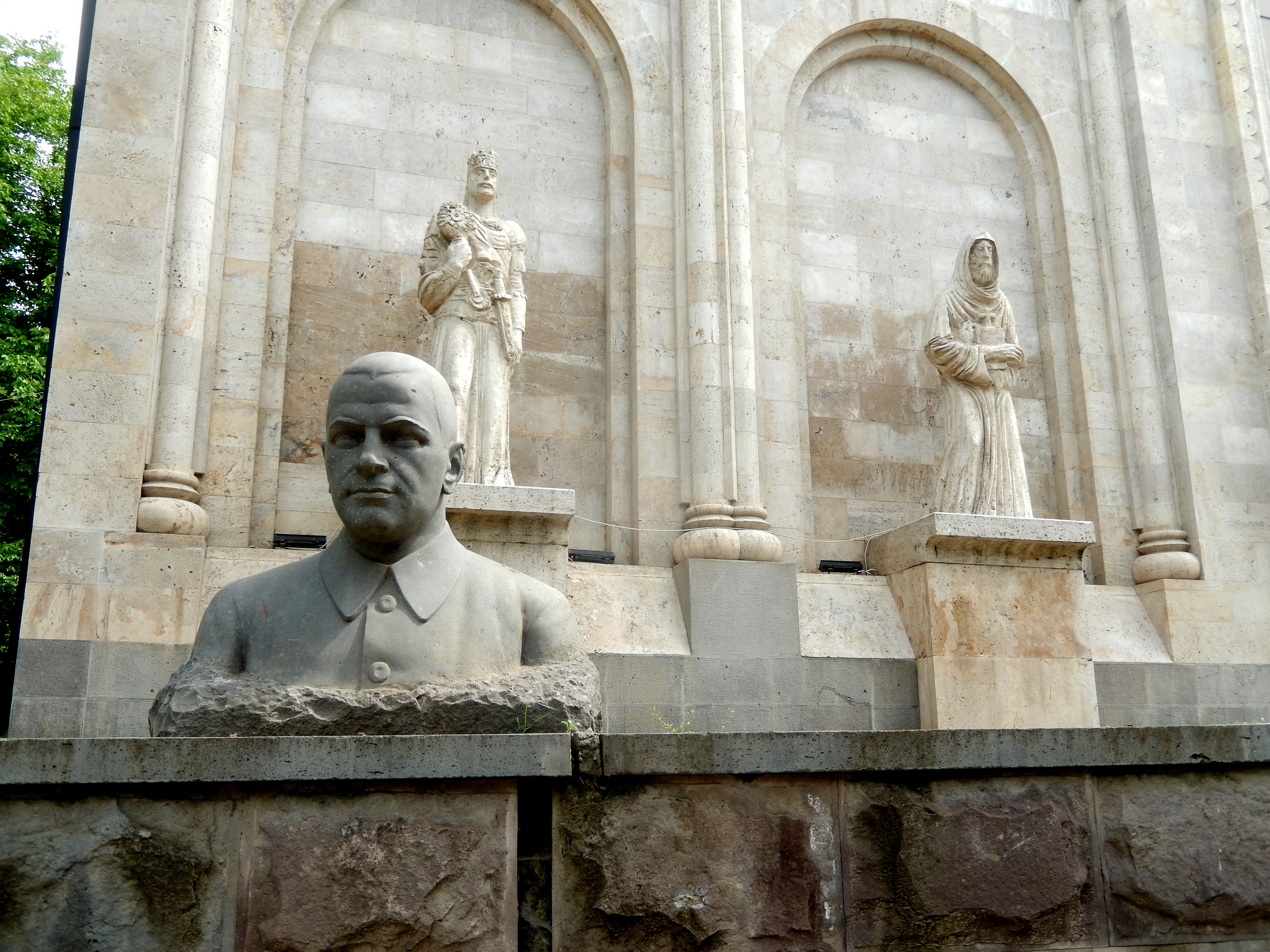
ساختمان موزه زمین‌شناسی
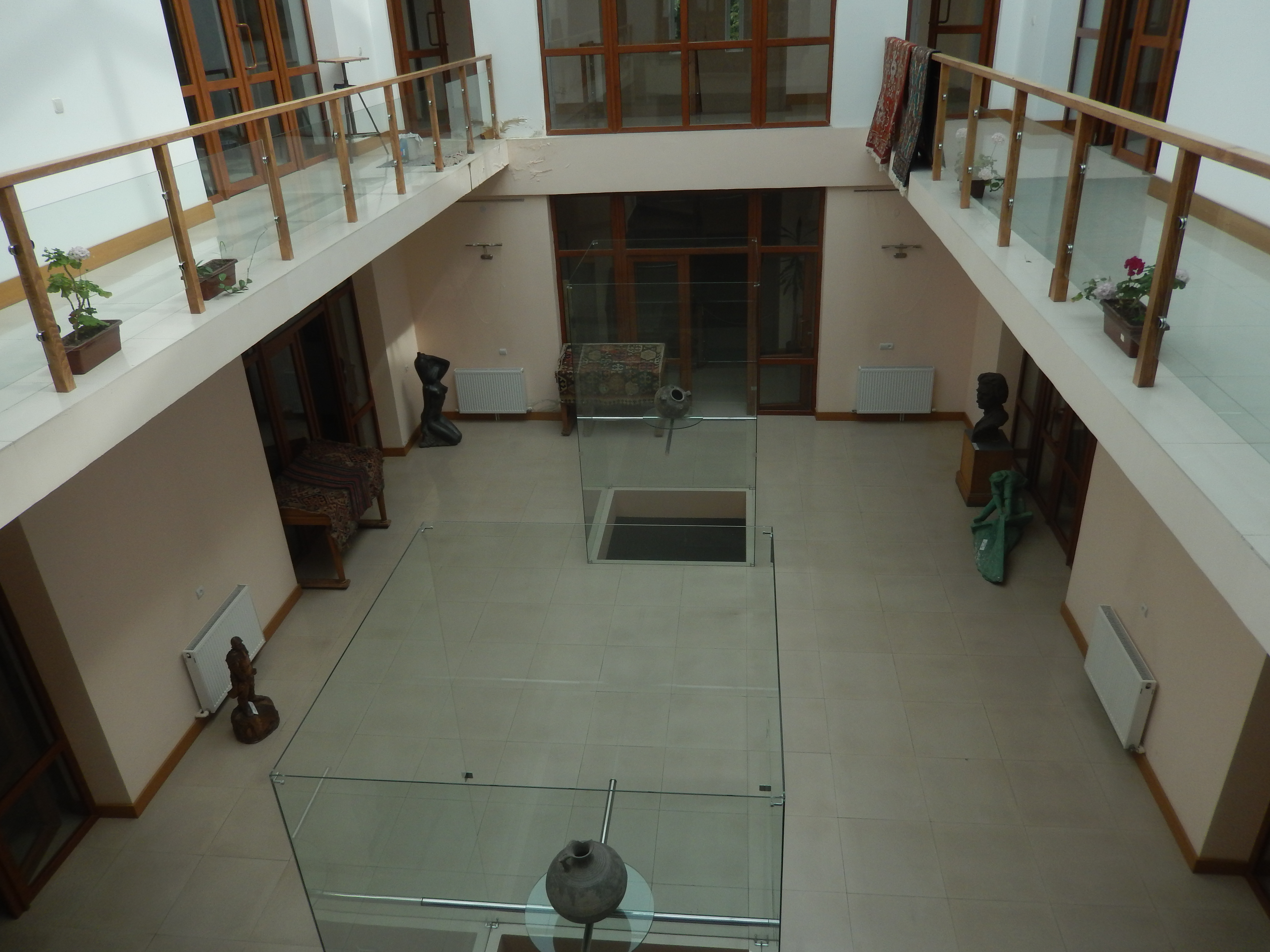
ساختمان موزه زمین‌شناسی
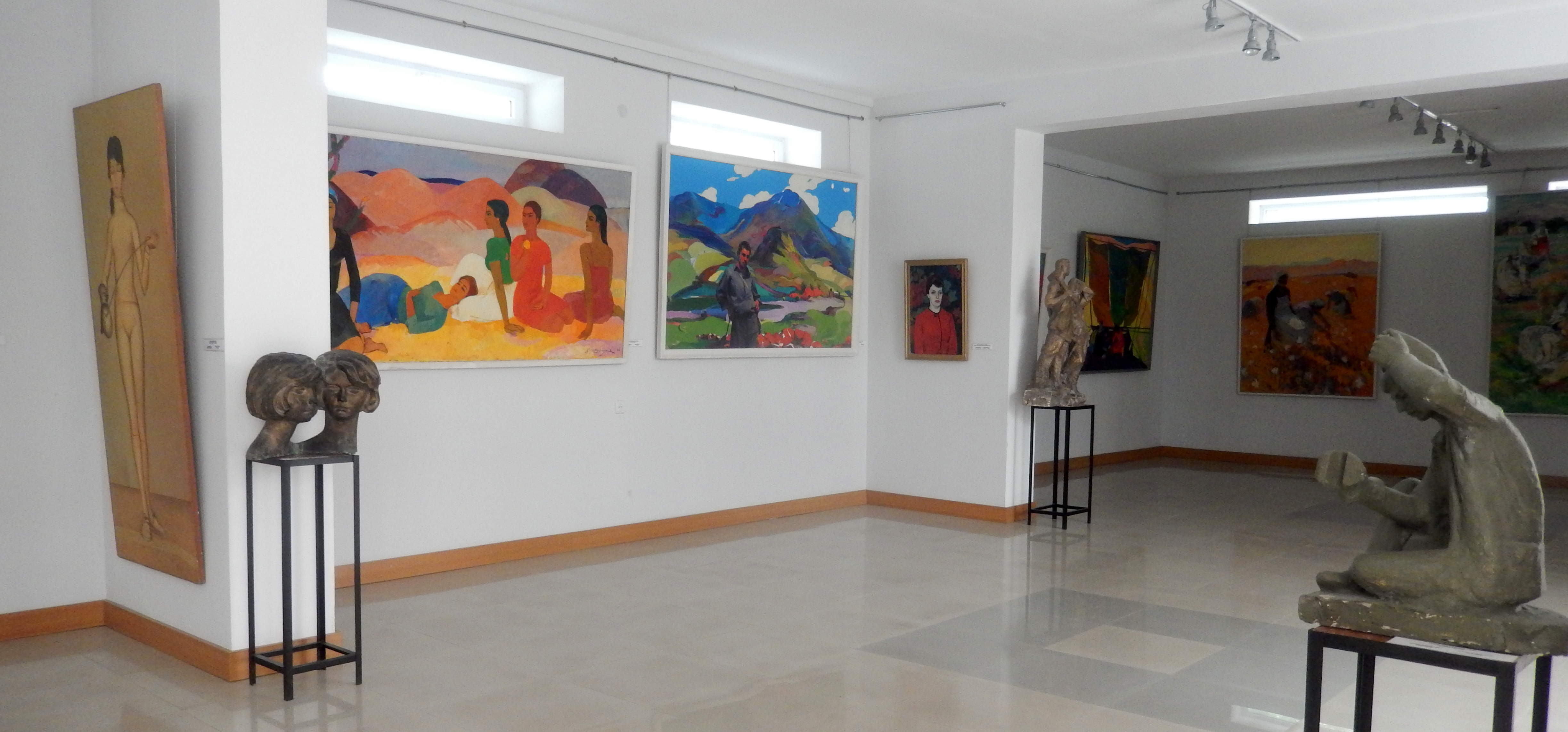
ساختمان موزه زمین‌شناسی
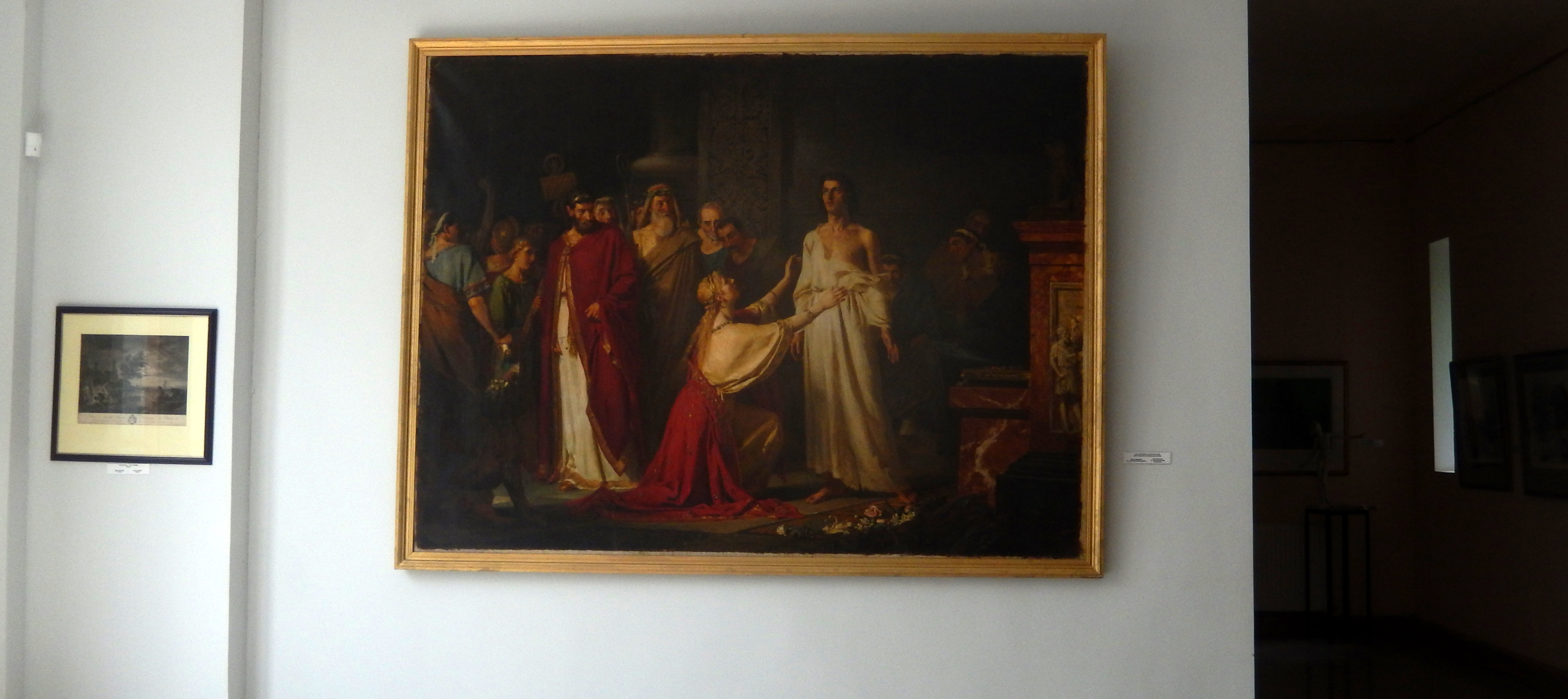
ساختمان موزه زمین‌شناسی
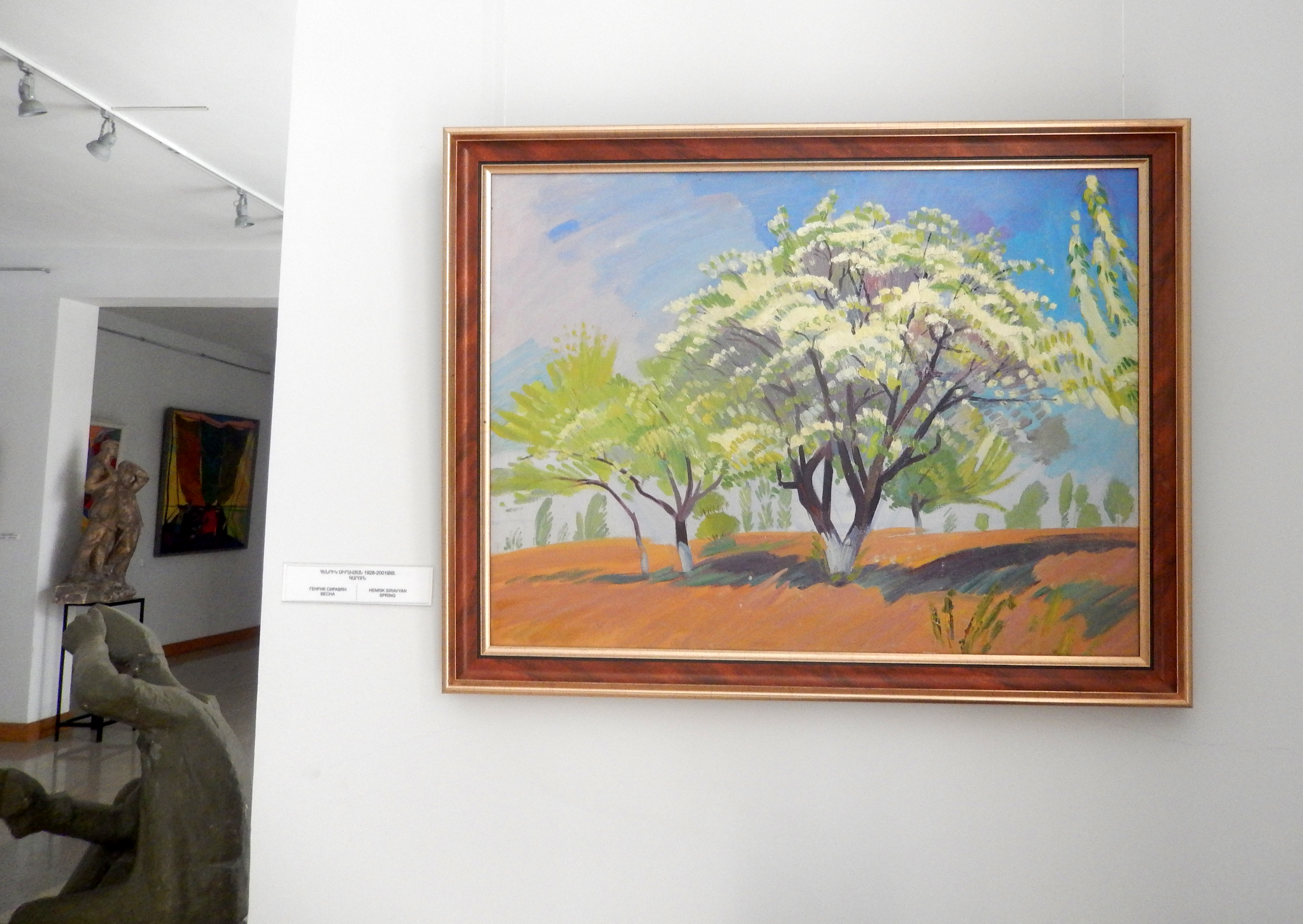
ساختمان موزه زمین‌شناسی
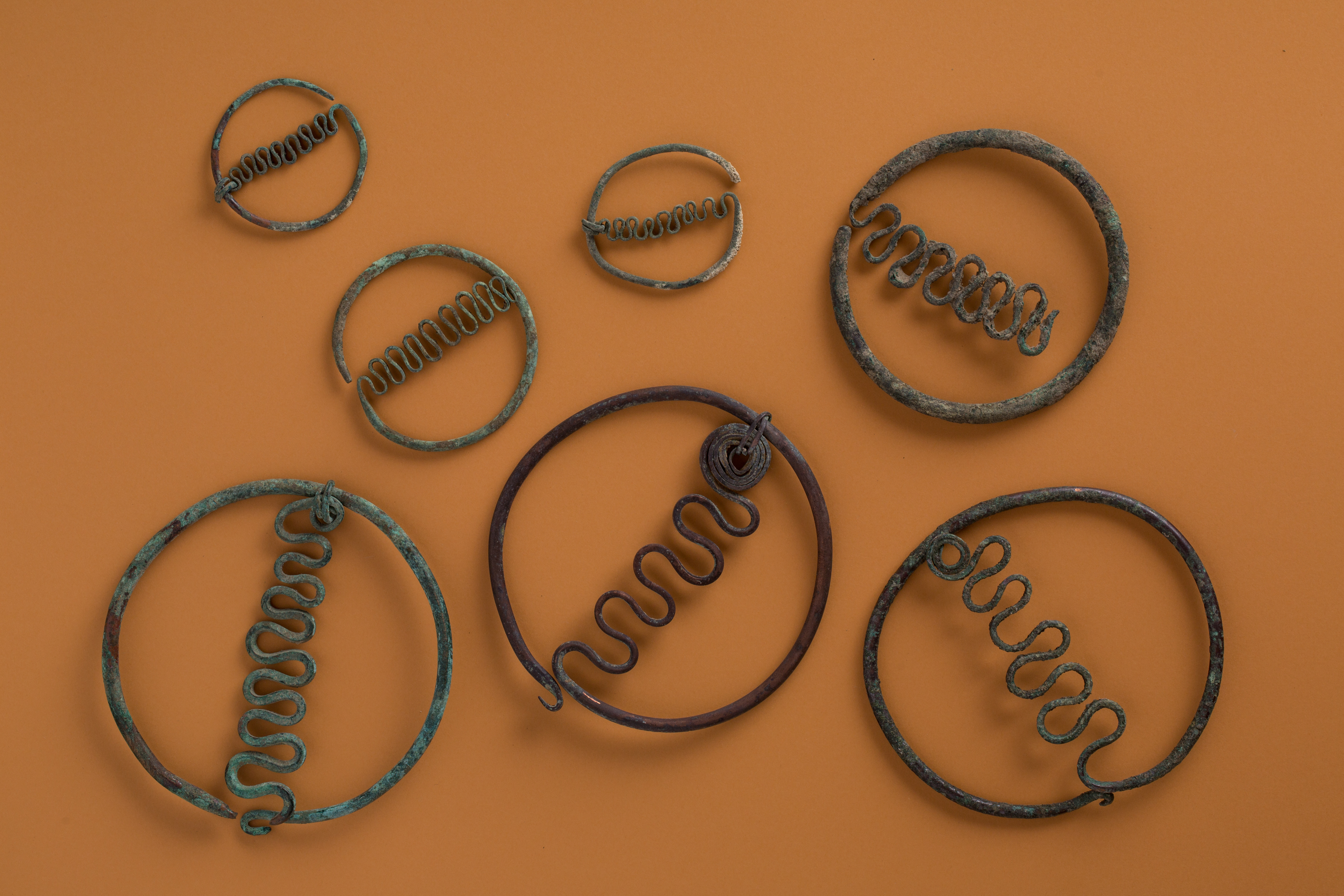
سنجاق سر
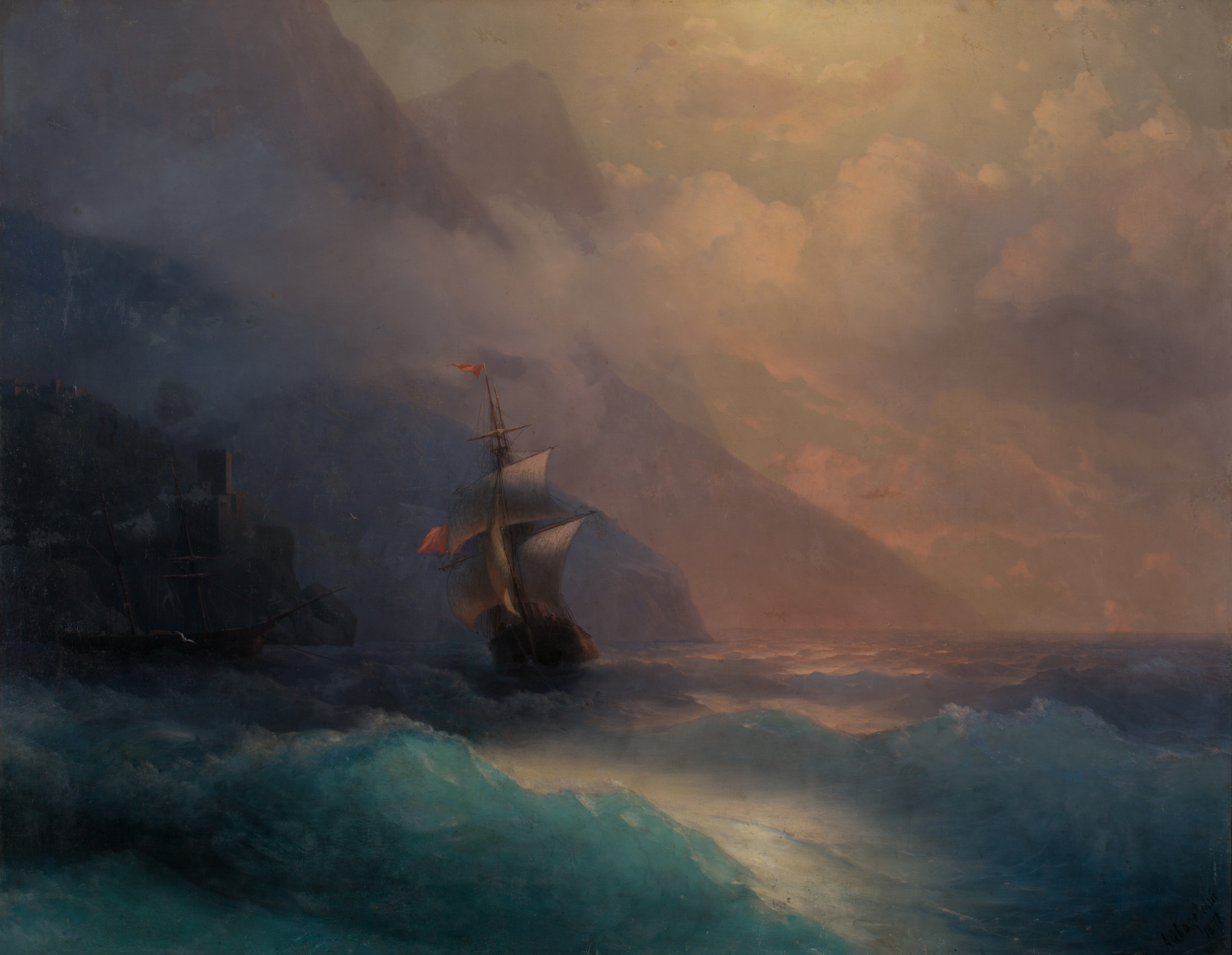
ایوان آیوازوفسکی،  صحنه دریایی
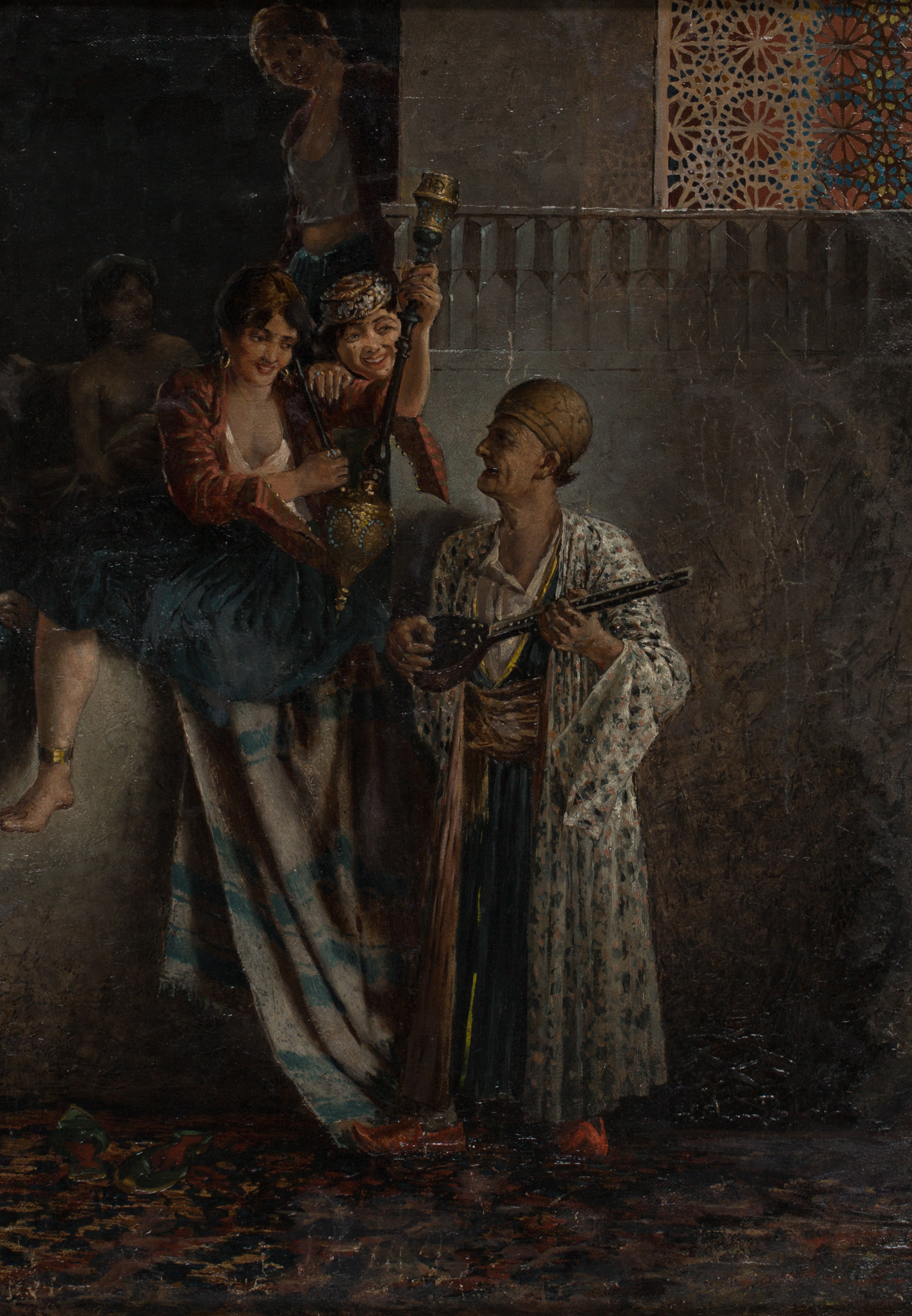
وارتگس سورنیانس، درونی حرم‌سرا
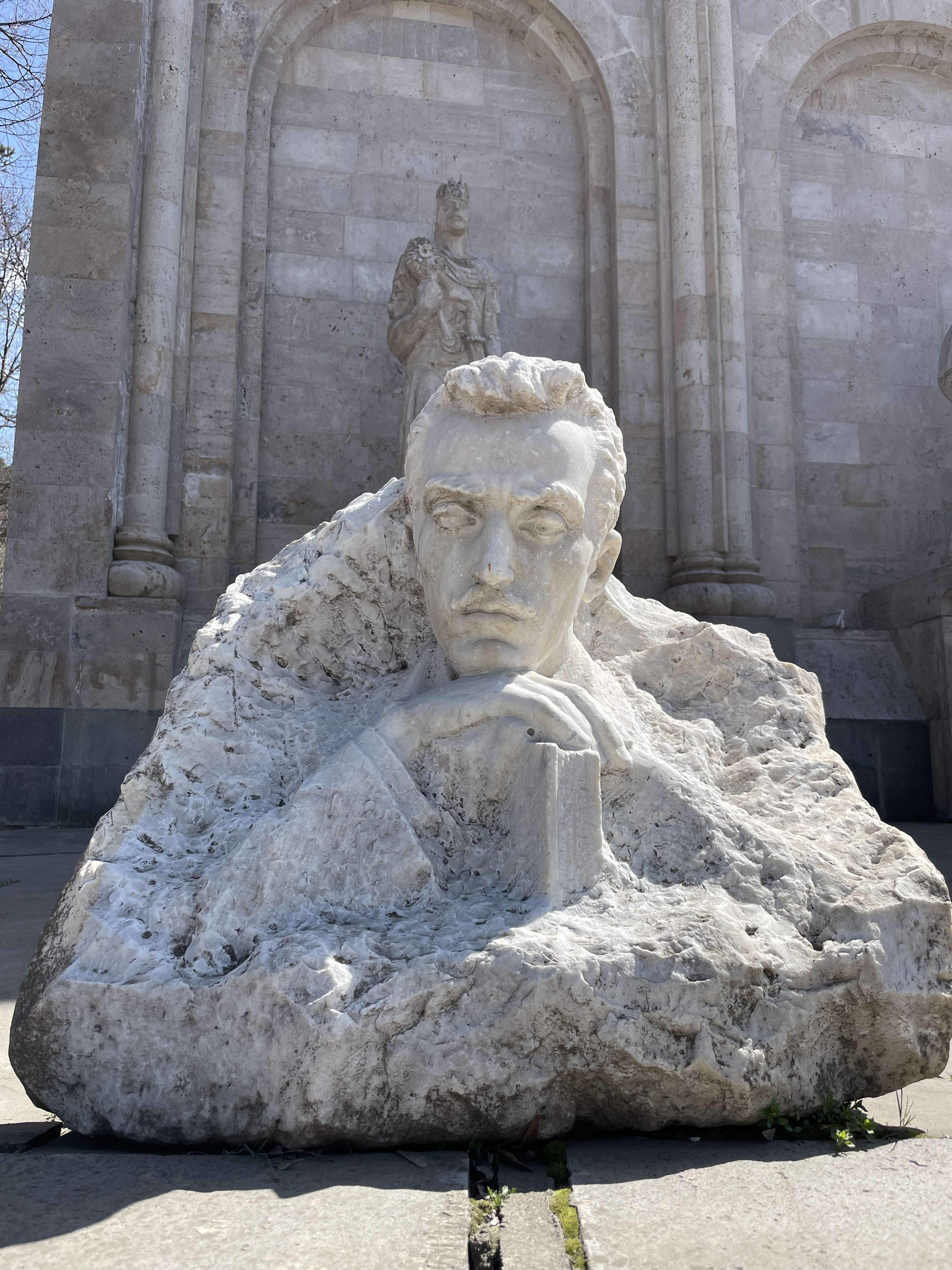
آدیبک گریگوریان، نیم‌تنه مرمری پتروس دوریان